# Seksradet stenurt
Seksradet stenurt (Sedum sexangulare) også kendt som smagløs stenurt er en flerrig sukkulent og stedsegrøn plante af slægten Stenurt. Den ligner Bidende stenurt, men har kortere og tættere blade. Den fik det binomiale navn ("seksrandet) for sine karakteristiske seks bladspiraler. S. sexangulare er omkring 15 cm høj og er hjemmehørende i Europa og Asien, hvor den vokser i naturen og ofte dyrkes som prydplante. Planten har brug for våd eller tør sandjord og et solrigt sted. Den blomstrer i juni og juli med gule, stjerneformede blomster, som tiltrækker bier og andre insekter.
Seksradet stenurt er regnet som en truet art på den danske rødliste.